# جن (آلبوم کوئینادرینا)
جن (به انگلیسی: Djin) چهارمین و آخرین آلبوم استودیویی از گروهٔ موسیقی آلترناتیو راک انگلیسی کوئینادرینا می‌باشد که به‌طور انحصاری در اکتبر سال ۲۰۰۸ در ژاپن منتشر گردید و تبدیل به موفق‌ترین آلبوم این گروه تاکنون از نظر تجاری شد به‌طوری که در شمارهٔ ۱۲۰ جدول آلبوم‌های اوریکون جا گرفت.